# 涅尔哈市镇
涅尔哈市镇（俄语：Нерхинское муниципальное образование）是俄罗斯联邦伊尔库茨克州下乌金斯克区所属的一个市镇。其下辖有个居民点，行政中心为涅尔哈。据2016年统计，该市镇的人口为236人。